# フランス第二帝政

フランス帝国
Empire Français (フランス語)

国の標語: Liberté, Égalité, Fraternité（フランス語）
自由、平等、友愛国歌: Partant pour la Syrie（フランス語）
シリアへ旅立ちながら

フランス帝国とその植民地

フランス第二帝政（フランスだいにていせい、フランス語: Second Empire Français）は、1852年から1870年まで存在したフランスの君主政体である。ナポレオン・ボナパルトの甥であるルイ＝ナポレオン（ナポレオン3世）が1851年12月2日にクーデターによって議会を解散し、新たな憲法を制定した上で国民投票によってフランス皇帝に即位した。
第二共和政期において、とりわけ六月蜂起後に保守・反動化した議会は、幅広い民衆の支持を得ることに失敗していた。こうして反議会に傾いた民衆をルイ＝ナポレオン大統領は取り込むことに成功した。クーデターによる議会打倒を経て成立した第二帝政（第二帝国）は、権威主義的・反議会主義的な統治体制である一方、国民投票によって指導者を選出し、幅広い民衆に支持基盤をおいた点で、人民主権的、民主主義的な性格も有していた。

## 歴史
1848年の二月革命の後、11月4日の大統領選挙で、ルイ＝ナポレオンがナポレオン1世の甥という出自を生かし、労働者や農民の幅広い支持を得て当選した。1852年、国民投票でルイ＝ナポレオンの皇帝即位が可決される。同年12月2日、皇帝ナポレオン3世が即位し、第二帝政の始まりとなった。
ナポレオン3世はメキシコ出兵失敗の名誉挽回のため、1870年にプロイセンに宣戦したが（普仏戦争）、セダンの戦いで惨敗し、自らがプロイセン軍に捕えられ退位へと追い込まれた。こうして第二帝政の時代は終わった。皇帝不在となったフランスでは第三共和政が誕生する一方、パリでは一時、史上初の労働者による政権パリ・コミューンが樹立された。

## 政治

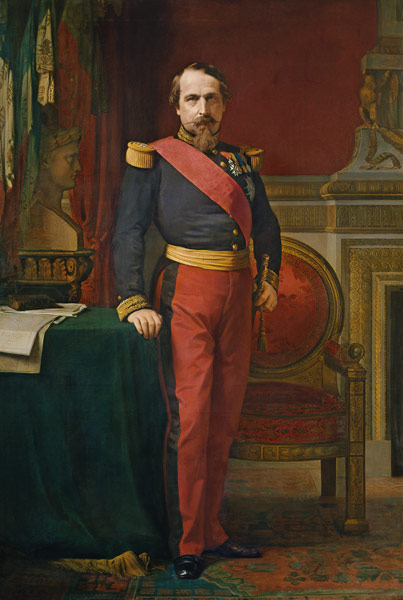
ナポレオン3世

### 内政
第二帝政（第二帝国）は、「権威帝政」期と「自由帝政」期の二つの時期に大別できる。1852年から1860年頃までは権威帝政と呼ばれ、ナポレオン3世のもとで言論・出版の自由などが規制され、権威主義的手法による統治が行われた。こうした状況下でもナポレオン3世が高い支持を得た背景には、第二共和政の混乱を経て強力な指導者の下で政治的安定を求める世論が強かったこと、あいつぐ鉄道敷設・パリ市街改造などが経済発展と雇用創出に貢献したこと、あいつぐ外征の成功によりナポレオン個人の威光が高められたことなどが挙げられる。
しかし1860年代に入ると、イギリスと結んだ自由貿易協定のためイギリスの工業製品が流入し、国内の資本家からの反発を招いた。メキシコ出兵も失敗に終わり、外征を通じた威光高揚にも陰りが見えるようになった。こうした中、権威主義的手法を維持することが困難となり、世論の支持をとりつけるためにも報道の自由を拡大したり、議会への大幅な譲歩をみせるなど、自由主義的な政策へと転換をみせた（「自由帝政期」）。

### 都市計画
フランス革命以降、政府に不満を持つパリ市民の蜂起は政権を揺るがしかねない事態であった。当時のパリは網の目のような路地が多く、市民はバリケードを築いて軍隊の速やかな移動を封じた。その結果、鎮圧のための戦闘が長引くこととなる。これに苦慮したナポレオン3世は、万が一の市民蜂起に備え、セーヌ県知事ジョルジュ・オスマンにパリの大整備を命じ、街路を広くし、見通しをよくする大幅な都市改造を行わせた。パリの改造計画は軍事面からの意味も持つとされる。現在のパリはこのときにほぼ出来上がった（詳細は「パリ改造」を参照）。

### 外政
ナポレオン3世は1853年に勃発していたクリミア戦争に翌年より介入し、かつてモスクワ遠征でナポレオン1世を返り討ちにしたロシアに対して勝利を収めた。1856年にはパリで講和会議を開催するなど中心的な役割を果たし、帝国内外に彼の威光を知らしめた。かつてのナポレオンがそうであったようにヨーロッパにおけるナショナリズムの擁護者であろうとし、1859年のイタリア統一戦争にもサルデーニャ王国を支援して参戦した（ただし、途中でサルデーニャの意向に反しオーストリアと単独講和を行う）。しかし、その理念はヨーロッパ外で適用されるものではなく、インドシナ、アフリカにおける植民地の拡張に尽力し、アメリカ大陸においてもメキシコ出兵を行った。こうしたあいつぐ外征は、ナポレオン3世の威光を維持する上で必要不可欠であった。しかし、当然ながら外征の失敗は彼の威信をおとしめることにもつながった。また、日本の戊辰戦争においては、徳川幕府側を支援した。

## 執政者
1. ナポレオン3世（シャルル・ルイ＝ナポレオン・ボナパルト、1852年12月2日 - 1870年9月4日）

## 関連書籍
- 『フランス・ブルジョア社会の成立 第二帝政期の研究』 河野健二編、岩波書店〈京都大学人文科学研究所報告〉、1977年11月。ISBN 978-4-00-001970-5、全国書誌番号:78001738。
- 浅井香織 『音楽の「現代」が始まったとき 第二帝政下の音楽家たち』 中央公論社〈中公新書 938〉、1989年9月。ISBN 978-4-12-100938-8。
- 松井道昭 『フランス第二帝政下のパリ都市改造』 日本経済評論社、1997年3月。ISBN 978-4-8188-0916-1。
- 木下賢一 『第二帝政とパリ民衆の世界 「進歩」と「伝統」のはざまで』 山川出版社〈歴史のフロンティア〉、2000年11月。ISBN 978-4-634-48180-0。
- 鹿島茂 『怪帝ナポレオン三世 第二帝政全史』講談社〈講談社学術文庫 2017〉、2010年10月。ISBN 978-4-06-292017-9。